# Lebetain
Lebetain (deutsch früher Liebental) ist eine französische Gemeinde im Département Territoire de Belfort in der Region Bourgogne-Franche-Comté.

## Geographie
Lebetain liegt auf 414 m Meereshöhe, drei Kilometer südwestlich von Delle und etwa 14 Kilometer östlich der Stadt Montbéliard (Luftlinie). Das Dorf erstreckt sich in den nördlichen Ausläufern des Juras, auf einer Anhöhe westlich des Tals von Saint-Dizier, in unmittelbarer Nähe der Grenze zur Schweiz.
Die Fläche des 4,84 km² großen Gemeindegebiets umfasst einen Abschnitt des nördlichen französischen Juras. Der zentrale Teil des Gebietes wird vom Tal von Saint-Dizier eingenommen, das sich in Süd-Nord-Richtung erstreckt und von der Batte zur Allaine entwässert wird. Verschiedene kurze Seitentäler öffnen sich zum Haupttal hin, das unterhalb von Lebetain eine Talbodenbreite von mehr als 500 m erreicht. Die Täler sind in die nördlichen Ausläufer des Tafeljuras eingetieft, der sich hier allmählich zum Flachland der Burgundischen Pforte absenkt. In der Umgebung von Lebetain sind die Plateaus teils mit Acker- und Wiesland, teils mit Wald bedeckt. Nach Westen reicht das Gemeindeareal auf die Höhe von Saint-Dizier (bis 502 m), welche die Täler von Batte und Feschotte trennt. Im Südosten wird im Waldgebiet La Vie de Porrentruy auf dem Hochplateau mit 507 m die höchste Erhebung von Lebetain erreicht.
Nachbargemeinden von Lebetain sind Saint-Dizier-l’Évêque im Süden, Fêche-l’Église im Westen, Delle im Norden sowie die schweizerische Gemeinde Boncourt im Osten.

## Geschichte
Das Gemeindegebiet von Lebetain war schon sehr früh besiedelt, was anhand von Überresten eines neolithischen Grabes sowie von merowingischen Gräbern nachgewiesen werden konnte. Erstmals urkundlich erwähnt wird Lebetain im Jahr 1150 unter dem Namen Libeten. Seit Beginn des 14. Jahrhunderts stand das Dorf unter der Herrschaft von Delle. In der ersten Hälfte des 14. Jahrhunderts gelangte Lebetain unter die Oberhoheit der Habsburger. Zusammen mit dem Sundgau kam es mit dem Westfälischen Frieden 1648 an die französische Krone. Seit 1793 gehörte Lebetain zum Département Haut-Rhin, verblieb jedoch 1871 als Teil des Territoire de Belfort im Gegensatz zum restlichen Elsass bei Frankreich. Zusammen mit Joncherey wurde Lebetain im Jahr 1972 mit Delle fusioniert, erhielt aber bereits 1979 wieder seine Selbständigkeit zurück.

## Sehenswürdigkeiten

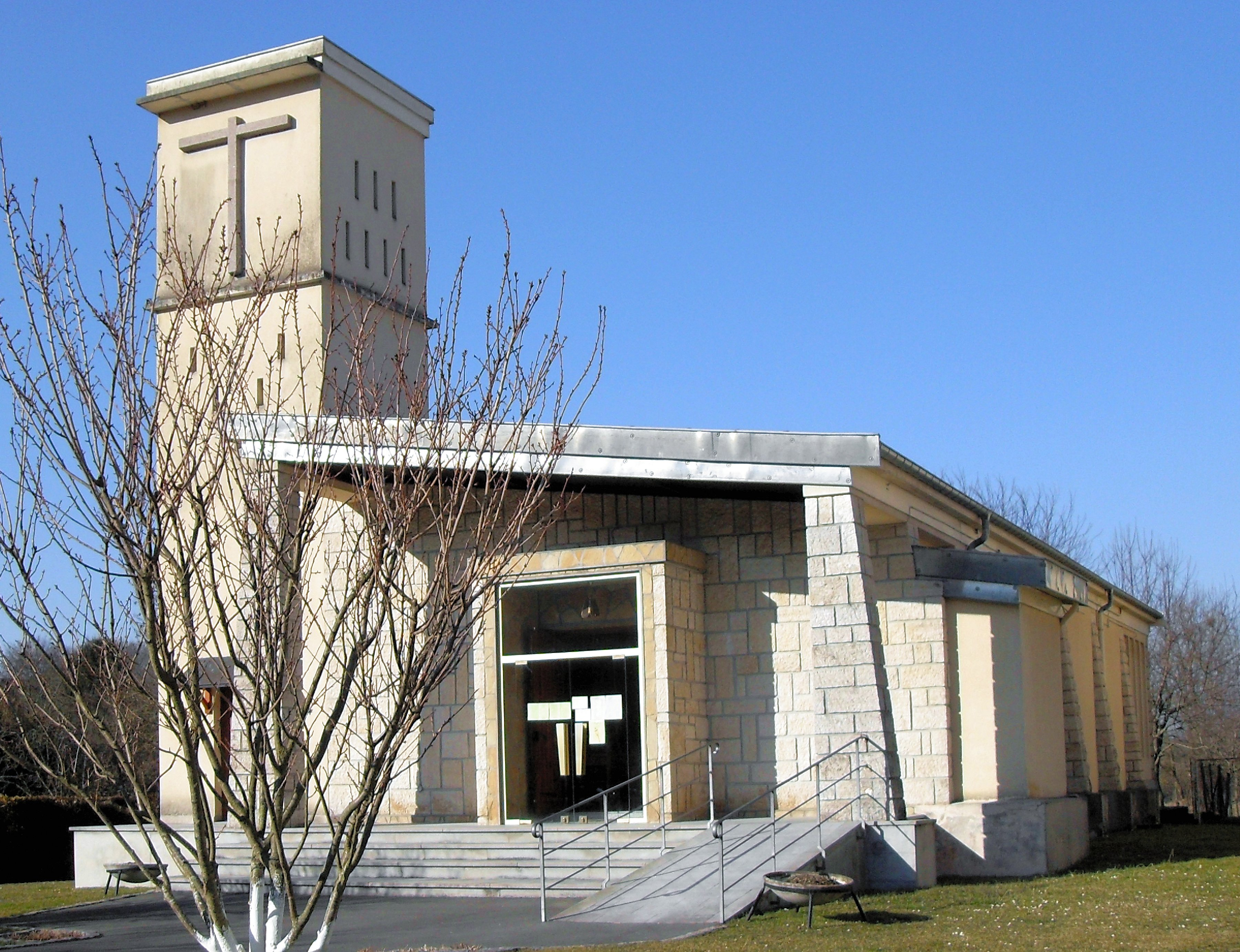
Kirche Saint-Gérard

Der Ortskern von Lebetain zeichnet sich durch zahlreiche ländliche Bauernhäuser aus. Nahe dem Bach Batte steht die Kirche Saint-Gérard (1959). Ebenfalls sehenswert sind das Lavoir von 1852 und ein Calvaire von 1628.

## Bevölkerung
| Bevölkerungsentwicklung | Bevölkerungsentwicklung |
| Jahr                    | Einwohner               |
| ----------------------- | ----------------------- |
| 1962                    | 322                     |
| 1968                    | 306                     |
| 1982                    | 392                     |
| 1990                    | 419                     |
| 1999                    | 393                     |
| 2007                    | 456                     |
| 2017                    | 421                     |

Mit 419 Einwohnern (1. Januar 2022) gehört Lebetain zu den kleinen Gemeinden des Départements Territoire de Belfort. Nachdem die Einwohnerzahl in der ersten Hälfte des 20. Jahrhunderts stets im Bereich zwischen 230 und 260 Personen gelegen hatte, wurde besonders von 1950 bis 1980 ein deutliches Bevölkerungswachstum verzeichnet. Seither verblieb die Einwohnerzahl auf annähernd konstantem Niveau.

## Wirtschaft und Infrastruktur
Lebetain war bis weit ins 20. Jahrhundert hinein ein vorwiegend durch die Landwirtschaft (Ackerbau, Obstbau und Viehzucht) und die Forstwirtschaft geprägtes Dorf. Daneben gibt es heute einige Betriebe des lokalen Kleingewerbes. Mittlerweile hat sich das Dorf zu einer Wohngemeinde gewandelt. Viele Erwerbstätige sind deshalb Wegpendler, die in den Agglomerationen Belfort und Montbéliard ihrer Arbeit nachgehen.
Die Ortschaft liegt abseits der größeren Straßenverbindungen an einer Departementsstraße, die von Delle nach Saint-Dizier-l’Évêque führt. Der nächste Anschluss an die Autobahn A36 befindet sich in einer Entfernung von ungefähr 14 Kilometern. Weitere Straßenverbindungen bestehen mit Fêche-l’Église und Villars-le-Sec.